# Ivan Karpovitch Goloubets
Ivan Karpovitch Goloubets (en russe : Ива́н Ка́рпович Голубе́ц, 1916-1942) est un marin soviétique de la flotte de la mer Noire et un héros de l'Union soviétique.

## Biographie
Ivan Goloubets naquit à Taganrog, dans le sud de la Russie, le 8 mai 1916, dans la famille d'un ouvrier ukrainien. Après sept années d'études secondaires, il travailla à l'Usine sidérurgique de Taganrog.
En 1937, Ivan Goloubets s'enrôla dans la marine soviétique. En 1939, il sortit diplômé de l'école de garde-côtes de Balaklava, en Crimée, et servit dans les garde-côte de la Flotte de la mer Noire, dans la ville de Novorossiisk. Il participa à la Seconde Guerre mondiale, à partir de juin 1941, en tant que conducteur sur la corvette SK-0183' (3e division de la garde-navires), et réalisa une action courageuse au printemps de 1942 à Sébastopol.
Le 25 mars 1942, l'artillerie allemande tira sur la baie de Streletskaïa et la salle des machines d'un autre navire de garde, le SK-0121, fut touché et prit feu. Ivan Goloubets prit les mesures nécessaires pour éteindre l'incendie. Un deuxième obus atteignit le navire soviétique et les réservoirs de carburant explosèrent, ce qui pouvait entraîner l'explosion des bombes anti-sous-marines à bord, menaçant par une réaction en chaîne d'autres navires dans la baie. Goloubets comprit la situation et commença à faire rouler les bombes anti-sous-marines par-dessus bord. Malheureusement, la dernière bombe explosa. Mais d'autres navires ainsi que la vie de nombreuses personnes furent ainsi sauvés.
Le Présidium du Soviet suprême nomma par un décret du 14 juin 1942 Ivan Goloubets héros de l'Union soviétique à titre posthume.

## Récompenses et distinctions
- Ordre de la Guerre patriotique
- Héros de l'Union soviétique
- Ordre de Lénine
- Un dragueur de mine de la classe Natya entré en service en 1973 porte son nom. Il est endommagé par une attaque de drones ukrainien le 29 octobre 2022[2].

## Référence
- (en) Cet article est partiellement ou en totalité issu de l’article de Wikipédia en anglais intitulé « Ivan Golubets » (voir la liste des auteurs).

1. ↑  Указ Президиума Верховного Совета СССР «О присвоении звания Героя Советского Союза начальствующему составу Военно-морского флота» от 14 июня 1942 года // Ведомости Верховного Совета Союза Советских Социалистических Республик : газета. — 1942. — 30 июня (№ 24 (183)). — С. 1.
2. ↑  https://mondo.rs/Info/Svet/a1706661/Napad-na-Sevastopolj.html